# Salsa choke
De salsa choke is een stijl binnen de salsamuziek die ontstond aan de Stille-Oceaankust van Colombia. Hij is geïnspireerd op de traditionele salsa, met veel Afrikaanse klanken. De stijl is populair bij de Afro-Colombiaanse bevolking van Colombia. Het pakkende ritme past goed op feesten.

## Oorsprong
De stijl ontstond in 2008 in Tumaco, Colombia. Het eerste salsa choke-liedje was 'La Tusa'.

## Dans
De basisbeweging van deze dansstijl is een dubbele beweging van heupen en voeten, samen met de handen.